# خوان لويس منظور
خوان لويس منظور أو خوان لويس مانزور (الإسبانية:Juan Luis Manzur؛ سان ميغيل دي توكومان؛ 8 يناير 1969)؛ هو طبيب جراح وسياسي أرجنتيني من أصل لبناني، كان وزير الصحة بين عامي 2009 حتى 2015 في حكومة كريستينا فرنانديز دي كيرشنر، حاليا يشغل منظور منصب محافظ محافظة توكومان التي تقع شمال غربي البلاد، وفضلاً عن ذلك شغل وزير الصحة في توكومان بين عامي 2003 حتى 2007.